# Modlitwa w San Damiano
Modlitwa w San Damiano (wł. Preghiera in San Damiano) – czwarty z dwudziestu ośmiu fresków z cyklu Sceny z życia św. Franciszka znajdujących się w górnym kościele Bazyliki św. Franciszka w Asyżu, którego autorstwo przypisywane jest Giotto di Bondone. Namalowany ok. 1295–1299.

## Tematyka
Autor fresku przedstawił scenę opisaną w Życiorysie większym św. Franciszka Bonawentury z Bagnoregio, napisanym w 1263. W rozdziale II tej średniowiecznej legendy przedstawiony zostaje epizod, który wywarł przemożny wpływ na życie Franciszka z Asyżu. W styczniu 1206 święty miał usłyszeć w podasyskim Kościele św. Damiana głos Chrystusa przemawiającego z ikony krzyża, wzywający go, by poszedł i odbudował Kościół. Wydarzenie wpłynęło na postawę nawrócenia asyżanina.

## Opis
Malarz wiernie przedstawił ikonę z San Damiano, do dzisiaj przechowywaną w klasztorze klarysek w Asyżu. Ikona pochodzi z XII wieku. Przedstawienie ma świadczyć o historyczności wydarzenia. Przybywający do Asyżu pielgrzymi mogli pójść i zobaczyć ten krzyż w bazylice klariańskiej. Franciszek nosi powłóczystą szatę, nie jest jeszcze franciszkaninem. Jeszcze nie wyrzekł się ojcowizny i świata, co zostanie przedstawione na kolejnym fresku. Namalowana architektura, zdaniem popierających autorstwo Giotta, zbliżona jest do stylu, który będzie można odnaleźć na jego freskach z Kaplicy Scrovegnich w Padwie.